# Mouriri froesii
Mouriri froesii är en tvåhjärtbladig växtart som beskrevs av Thomas Morley. Mouriri froesii ingår i släktet Mouriri och familjen Melastomataceae. Inga underarter finns listade i Catalogue of Life.